# Записки Императорского Русского географического общества
Записки Императорского Русского географического общества — научный географический журнал Императорского Русского географического общества, издавался в столице Российской империи городе Санкт-Петербурге с 1846 года в неопределённые сроки.

## История
Редакторами этого печатного периодического издания в разное время были: В. В. Григорьев, П. Г. Редкин, А. Н. Попов, А. Н. Никитенко, К. А. Неволин, Д. А. Милютин, И. П. Арапетов, В. Г. Ерофеев, П. И. Небольсин, А. Ф. Гильфердинг, А. Н. Бекетов, К. Н. Бестужев-Рюмин. С 1865 издавались «Известия Императорского Русского географического общества», а с 1866 «Записки» стали выходить по каждому из трёх отделений, бессрочно.
- «Записки Императорского русского географического общества по общей географии» (отделениям физической и математической географии). Редакторы: П. Семенов, П. Кропоткин, И. Поляков, М. Рыкачев, А. Ломоносов, Р. Ленц, М. Богданов, А. А. Тилло, Ф. Фельдман, Ю. Шокальский, И. В. Мушкетов.
- «Записки Императорского Русского географического общества по отделению статистики». Редакторы: А. Артемьев, Е. Анучин, Ю. Э. Янсон, М. Раевский.
- «Записки Императорского Русского географического общества по отделению этнографии» (заменившие собой «Этнографический сборник»). Редакторы: В. И. Ламанский, Л. Н. Майков, А. Н. Пыпин, Н. И. Веселовский, Ф. М. Истомин, А. И. Савельев, Ф. Ф. Миллер и П. И. Гильтебрандт, П. А. Матвеев, П. И. Лерх, П. А. Соколовский, И. Н. Половинкин.